# Танский, Николай Георгиевич
Николай Георгиевич Танский (20 июля 1920, Прогнои, Таврическая губерния — 6 мая 1990, Ленинград) — участник Великой Отечественной войны, Герой Советского Союза, дата указа от (05.11.1944).
В годы Великой Отечественной войны: Танский Николай — командир катера «МО-424», 2-го гвардейского дивизиона истребителей подводных лодок, главной базы Северного флота, гвардии старший лейтенант.

## Награды
- Медаль «Золотая Звезда» Героя Советского Союза (медаль № 5053);
- орден Ленина;
- орден Красного Знамени;
- орден Красной Звезды;
- орден Нахимова 2-й степени;
- два Ордена Отечественной войны 1-й степени;
- орден «За службу Родине в Вооружённых Силах СССР» 3-й степени.
- медали.